# Càpsula de Bowman
La càpsula de Bowman, també anomenada la càpsula glomerular, envolta el glomèrul renal. Forma part del corpuscle del nefró.
Es compon d'una capa interna visceral (epiteli visceral), i una capa exterior parietal. Les dues capes estan separades per l'espai de Bowman, que és on es produeix el filtratge glomerular
Els líquids de la sang són filtrats des dels capil·lars del glomèrul en la càpsula de Bowman.
Podem distingir:
- Capa interna
  - en contacte amb els capil·lars del glomèrul, es troba l'endoteli, també anomenat "membrana fenestrada" perquè està perforat per petits orificis.
  - per fora de l'endoteli hi ha la membrana basal glomerular, constituïda per col·lagen i proteoglicans (veure proteoglicà)
  - la capa més externa està formada per cèl·lules especialitzades anomenades podòcits, que reben aquest nom perquè presenten unes prominències que fan recordar la forma d'un peu.
- Espai de Bowman. En contacte amb l'espai de Bowman es troba el túbul, on es recull el filtratge i es transporta al llarg de la nefrona per formar l'orina
- Capa parietal (externa): compost d'una sola capa de cèl·lules planes formant un epiteli escatós simple.